# Marie Reinus
Marie Reinus (född 23 maj 1858) var en schweizisk sionist. Under den första sionistiska kongressen 1897 hade kvinnor ingen rösträtt, vilket upprörde Reinus, som i egenskap av delegat från Zürich under kongressen insisterade på att tala till förmån för kvinnors rätt att tala och rösta. Reinus innehade ett röstkort, och kunde därför rösta – trots protester. Hon framförde senare dessa åsikter i tidningen Die Welt. Christine Bovermann vid Martin-Luther-Universität Halle-Wittenberg har konstaterat att Reinus kamp för att få rösta vid den första sionistkongressen var anledningen till att kvinnor hade rösträtt under den kongress som följde året efter, vilket innebar att kvinnor vid sionistkongresserna hade rösträtt betydligt tidigare än i exempelvis Tyskland.
Reinus gjorde det första inpasset under kongressens överläggningar. Tillsammans med bland andra Rosie Ellman, som framförde det första talet till förmån för kvinnor under den andra kongressen, Henrietta Szold och Klara Shapira, som var den första kvinna att väljas till en sionistisk kommitté, tillhörde hon därmed tidiga kvinnliga pionjärer inom sionismen. Totalt var 14 av kongressens totalt 250 delegater kvinnor.